# Авария A321 в Анталье
Авария A321 в Анталье — авиационная авария, произошедшая 10 января 2020 года. Авиалайнер Airbus A321-231 авиакомпании Nordwind Airlines выполнял перегоночный рейс без пассажиров по маршруту Москва—Анталья, но во время захода на посадку в аэропорту назначения совершил жёсткую посадку и отпрыгнул от поверхности взлётно-посадочной полосы. Экипаж ушёл на второй круг, после чего совершил аварийную посадку c повреждённой носовой стойкой шасси. Никто из находившихся на борту 2 пилотов и 5 членов кабинного экипажа не пострадал.

## Самолёт
Airbus A321-231 (регистрационный номер VQ-BRS, серийный 7686) был выпущен в 2017 году (первый полёт совершил 9 апреля под тестовым б/н D-AVXU). 28 мая того же года был передан авиакомпании Nordwind Airlines. Оснащён двумя турбовентиляторными двигателями International Aero Engines V2533-A5.

## Экипаж
Самолётом управлял опытный экипаж:
- Командир воздушного судна (КВС) — 42 года, опытный пилот. Летал на Let L-410 Turbolet, Ан-26, Ил-76 и Airbus A321. Налетал 6128 часов, из них 5615 на Airbus A321, из них 50 в качестве командира.
- Второй пилот — 45 лет, опытный пилот. Летал на Let L-410, Ан-26, Ту-142 и Airbus A321. Налетал 4350 часов, из них 3460 на Airbus A321.

Оба пилота ранее не участвовали в авиационных происшествиях, также у них обоих не было перерывов от полётов в последний год.

## Хронология событий
В 01:46 рейс N4 1801 вылетел из аэропорта Шереметьево и взял курс на Анталью. Полёт проходил на эшелоне FL360. В 01:50 и в 03:20 экипаж получал сводку о погоде в аэропорту Анталье и запасном аэропорте в Анкаре.
Во время снижения КВС провёл предпосадочный брифинг и указал варианты захода на посадку по ILS на ВПП № 36C или № 36R. Другие варианты не рассматривались. В 07:15 по местному времени экипаж начал снижение до эшелона FL170.
Во время снижения самолёт находился выше установленного профиля из-за сильного попутного ветра, и командир принял решение выпустить спойлеры и выпуска закрылков в положение 2. Дальнейший заход на посадку выполнялся в ручном режиме.
В 07:36, на высоте 450 метров, самолёт вышел на посадочный курс. В 07:36.50 были выпущены шасси, а закрылки полностью выпущены. В 07:37 экипаж получил разрешение на посадку на ВПП № 36C. В 07:39.39 скорость полёта начала уменьшаться, а само воздушное судно находилось немного выше глиссады, и через 3 секунды самолёт вошёл в неё.
В 07:39:44 самолёт пролетел над торцом ВПП на высоте 10 метров. Через одну секунду, на высоте 20 метров, рычаги управления двигателями были убраны в положение «малый газ». Почти одновременно с этим, командир отклонил боковую ручку управления полностью от себя, сразу же после этого рычаги управления двигателями были переведены в режим «TO/GA».
В 07:39.47 произошла грубая посадка самолёта с уровнем тангажа на пикирование в −3.9°. Перегрузки составили 2.64 g. В 07:39.49 отпрыгнул от ВПП и командир инициировал уход на второй круг. Во время первых 2—3 секунд ухода, было зафиксировано двойное управление. После ухода на второй круг закрылки были установлены в положение 3, а шасси не были убраны, поскольку рычаг уборки шасси заклинило.
На высоте в 280 метров в кабине зазвучала сигнализация о задымлении в отсеке радиолокационного оборудования. Пилоты надели кислородные маски и объявили Mayday. На высоте в 1 километр отказала инерциальная система. Командир взял управление и начал выполнять заход визуально.
Поскольку статус шасси всё ещё оставался неизвестным для экипажа, пилоты решили выполнить проход над ВПП для визуализации шасси с земли. Во время прохода в кабине высветились предупреждения о низком количестве жидкости и низком давлении в одной из гидравлических систем. После загорелось предупреждение о перегреве в другой гидравлической системе, которая была отключена вторым пилотом в 07:54.29. В 07:49.34 экипаж выпустил закрылки в положение 4. Предкрылки штатно выпустились на 27°, однако закрылки выпустились в положение 4 лишь через почти 5 минут.
Системой ACARS было получено 103 сообщения об отказах различных систем. После того как на земле подтвердили, что шасси выпущены, экипаж совершил успешную посадку в аэропорту Антальи, во время которой оба пилота не пострадали.

## Расследование
Расследованием причин аварии занимался Межгосударственный авиационный комитет (МАК). Из самолёта были извлечены оба бортовых самописца. Был опубликован предварительный отчёт, согласно которому вероятной причиной аварии является ошибка экипажа. В 2024 году отчёт переведён на английский язык.

## Дальнейшая судьба самолёта
Во время аварии самолёт получил серьёзные повреждения носовой стойки шасси. Ниша носовой стойки шасси поднялась вверх на 13 сантиметров и прошла через пол в кабине пилотов. Было обнаружено несколько вмятин на правом и левом борту самолёта. Также были обнаружены следы гидравлической жидкости, которая протекала через трещины в фюзеляже. Борт VQ-BRS был признан не подлежащим ремонту и в октябре 2021 года списан в Анталье.